# 報恩寺 (常総市)
報恩寺（ほうおんじ）は、茨城県常総市にある真宗大谷派の寺院。

## 歴史
1214年（建保2年）、性信によって開山された。性信は親鸞の高弟「二十四輩」の一人で、俗名「大中臣基久」といい、鹿島神宮宮司を務める大中臣宗基の子である。基久は法然に弟子入りして出家、「性信」と称することになった。法然は弟子の親鸞に性信を託し、以降は親鸞に師事することになった。承元の法難でも越後国に配流された親鸞に同行することになった。
後に罪は赦免され、親鸞は関東地方に赴き、布教活動を開始した。親鸞が関東に向かったのは性信らの根拠地があったことによる。親鸞は下総国岡田郷横曽根（現・茨城県常総市）の廃寺状態だった真言宗の寺「大楽寺」を貰い受け、後事を性信に託した。これが当寺の起源である。性信が率いた浄土真宗の門徒を「横曽根門徒」という。
1600年（慶長5年）の戦乱で焼失したため、江戸に寺基を移した。これが現在の東京都台東区にある報恩寺である。一方、旧地にも1806年（文化3年）に再興されている。これが当寺である。結果として、起源を同じくする寺院が東京と茨城に二つ存在することになった。

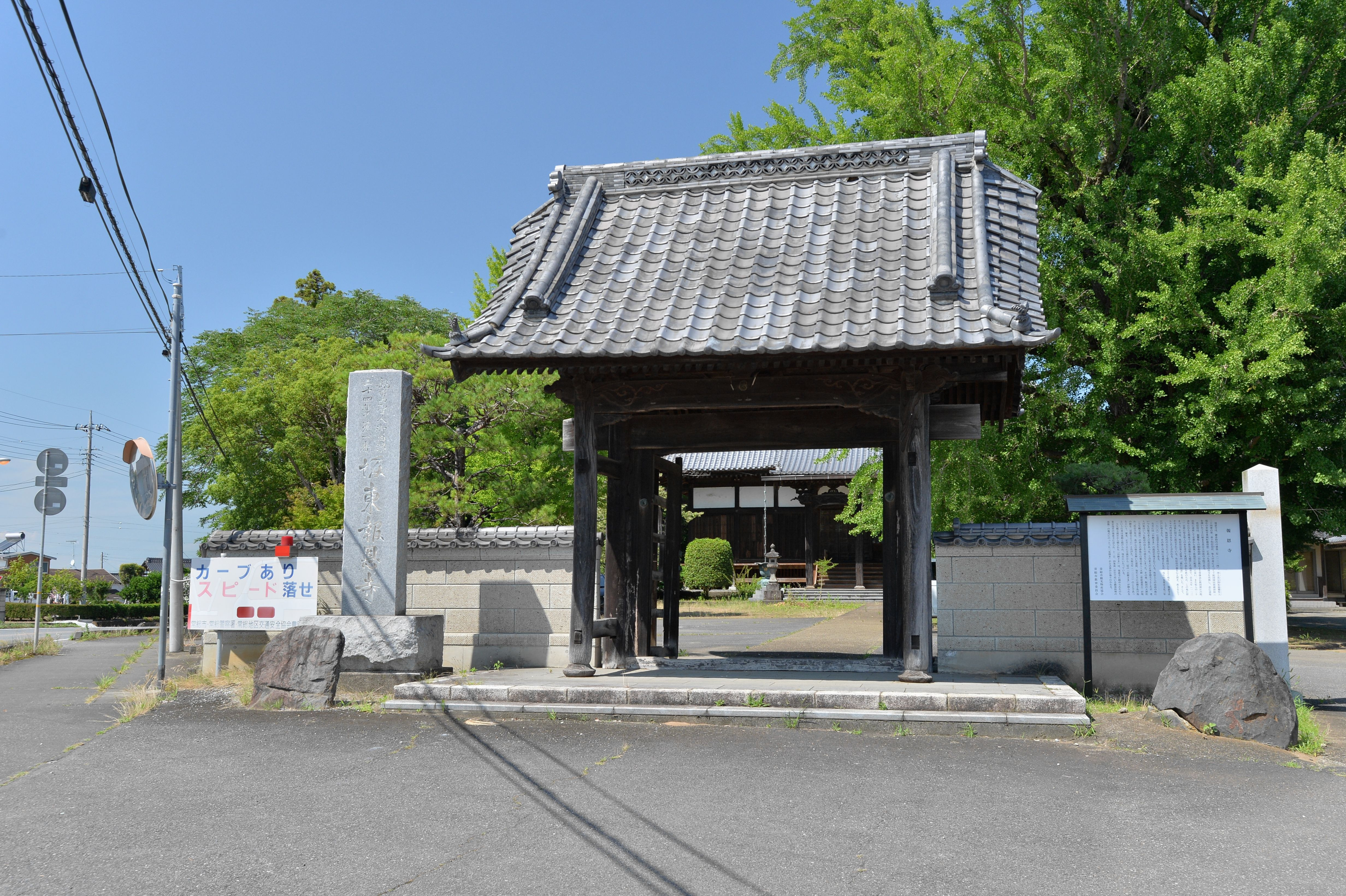
山門
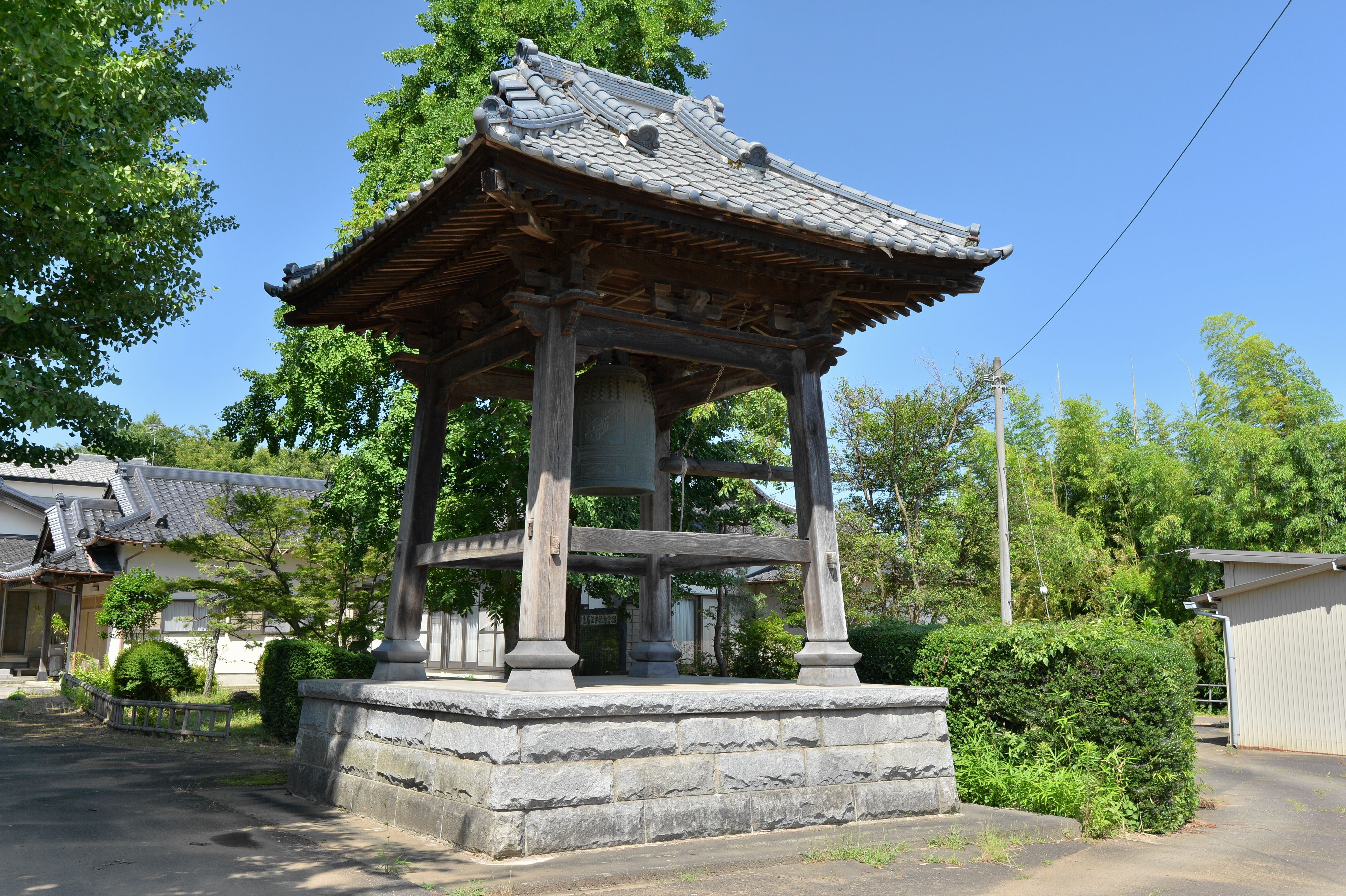
鐘楼
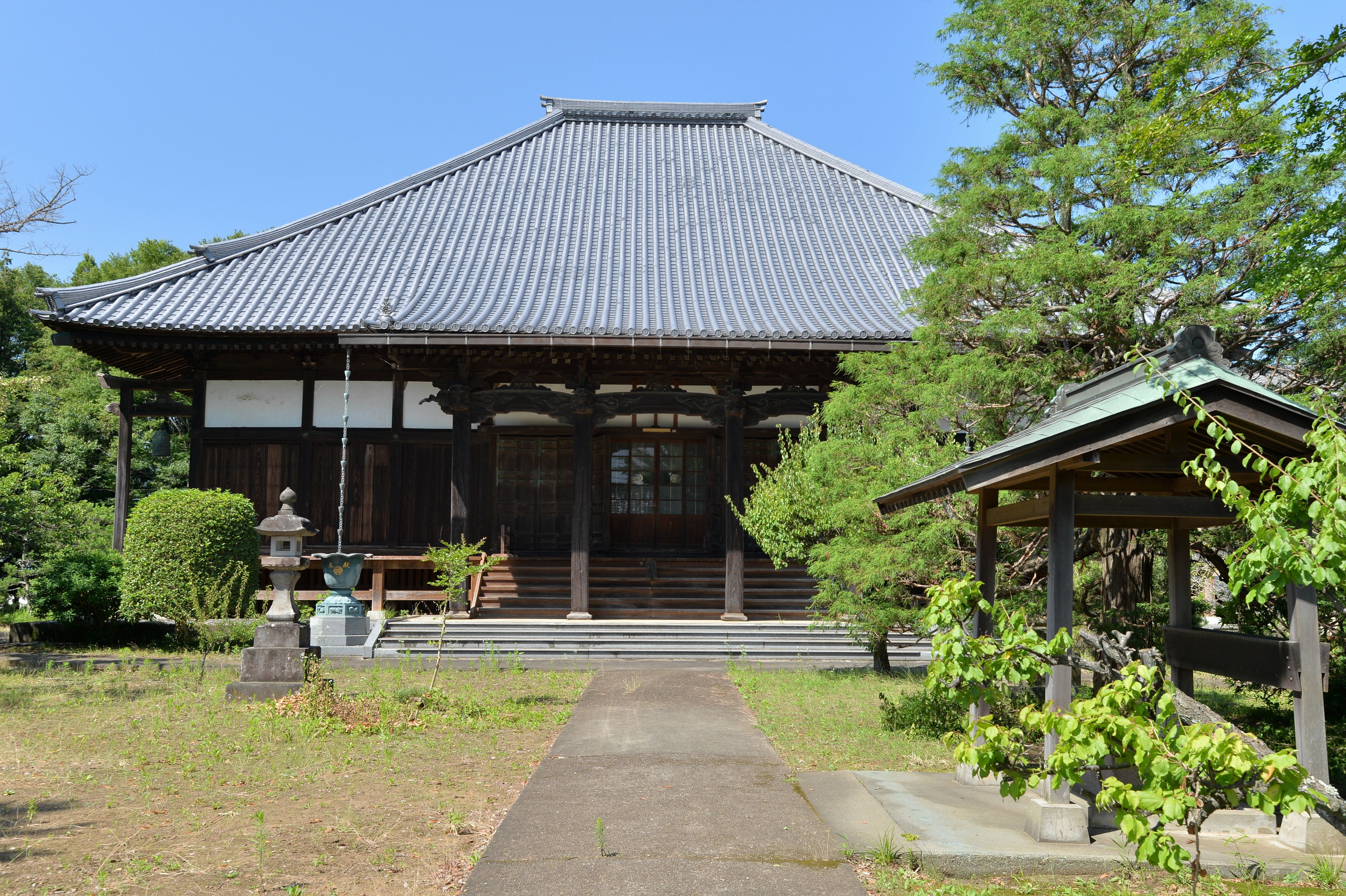
本堂

## 交通アクセス
- 水海道駅より徒歩38分。